# Alexander Carl, Duce de Anhalt-Bernburg
Alexander Carl, Duce de Anhalt-Bernburg (2 martie 1805 – 19 august 1863) a fost prinț german din Casa de Ascania. Din 1834 până în 1863 el a fost ultimul duce al ducatului de Anhalt-Bernburg.

## Biografie
Alexander Carl s-a născut la Ballenstedt la 2 martie 1805. A fost al doilea fiu (însă singurul care a supraviețuit vârstei copilăriei) al  Ducelui Alexius Frederic Christian de Anhalt-Bernburg și a primei lui soții,  Marie Frederike, fiica Electorului Wilhelm I de Hesse.
După moartea tatălui său în 1834, Alexander Carl i-a succedat ca Prinț de Anhalt-Bernburg.
La 30 octombrie 1834, la Gottorp, Alexander Carl s-a căsătorit cu Prințesa Friederike de Schleswig-Holstein-Sonderburg-Glücksburg, fiica Ducelui Friedrich Wilhelm de Schleswig-Holstein-Sonderburg-Glücksburg și a Prințesei Louise Caroline de Hesse-Kassel. De asemenea, soția sa era sora viitorului rege Christian al IX-lea al Danemarcei. Mariajul a rămas fără copii.
Din noiembrie 1855 Ducele a stat numai la castelul Hoym din cauza unei boli psihice progresive (unele surse afirmă ca el a suferit de schizofrenie). Acolo, Alexander Carl și-a petrecut restul vieții sub îngrijire medicală, în compania șambelanului său, pictorul Wilhelm von Kügelgen. Din cauza incapacității sale, Friederike a acționat ca regentă.
Alexander Carl a murit la Hoym la 19 august 1863 la vârsta de 58 de ani. Deoarece cuplul nu a avut copii, Ducatul de Anhalt-Bernburg a fost moștenit de către ruda sa, Leopold al IV-lea, Duce de Anhalt-Dessau-Köthen care a fuzionat ducatul cu propriul său ducat și a format Ducatul de Anhalt.